# Vivek Murthy
Vivek Hallegere Murthy (Huddersfield, Reino Unido; 10 de julio de 1977) es un médico estadounidense y vicealmirante del Cuerpo Comisionado del Servicio de Salud Pública de los Estados Unidos que se desempeñó como cirujano general 19 y 21 de los Estados Unidos bajo los presidentes Barack Obama, Donald Trump y Joe Biden. Murthy es el primer cirujano general de ascendencia india y, durante su primer mandato como cirujano general, fue el oficial de bandera en servicio activo más joven en el servicio uniformado federal.
Murthy copresidió la Junta Asesora COVID-19 del presidente electo Joe Biden desde noviembre del 2020 hasta enero del 2021, junto con el excomisionado de la Administración de Alimentos y Medicamentos David A. Kessler y la profesora de salud pública de Yale Marcella Nunez-Smith. El 7 de diciembre, Biden anunció que Murthy volvería al cargo de cirujano general de EE. UU.  El Senado de los Estados Unidos confirmó a Murthy para el cargo el 23 de marzo de 2021, con una votación de 57 a 43. En octubre de 2022, Biden nominó a Murthy como representante de Estados Unidos en la junta ejecutiva de la Organización Mundial de la Salud.

## Vida y educación
Murthy nació en Huddersfield, Yorkshire, de inmigrantes de Karnataka, India. Es nieto del difunto H. C. Narayana Murthy, ex director de Mysore Sugar Company, e hijo de H. N. Lakshminarasimha Murthy y Maithreya Murthy, con sede en Florida. En 1978, la familia cruzó el Atlántico hasta Terranova, donde su padre trabajaba como oficial médico del distrito. Cuando tenía tres años, la familia se mudó a Miami y sus padres establecieron su práctica médica.
Murthy se crio y completó su educación inicial en Miami, donde se graduó como valedictorian de Miami Palmetto Senior High School en 1994. Luego asistió a la Universidad de Harvard y se graduó magna cum laude en 1997 con una licenciatura en ciencias bioquímicas. En 2003 Murthy obtuvo un doctorado en medicina de la Facultad de medicina de Yale y una maestría en administración de empresas de la Facultad de administración de Yale, donde recibió las becas Paul & Daisy Soros para nuevos estadounidenses.
Durante su tiempo en Yale, Murthy ayudó a iniciar "The Healer's Art", una asignatura optativa de cuatro semanas de duración en la que los estudiantes de medicina analizan temas críticos como lo que significa servir como sanador, cómo afrontar la pérdida de un paciente y cómo prevenir el agotamiento del médico.

## Carrera

### Años de pregrado
Mientras era estudiante de primer año de Harvard en 1995, Murthy cofundó VISIONS Worldwide, que dirigió durante ocho años. La organización sin fines de lucro se centró en la educación sobre el VIH/SIDA en los EE. UU. y la India. En 1997, cofundó Swasthya Community Health Partnership para capacitar a mujeres como trabajadoras comunitarias de salud y educadoras en la India rural.

### Como médico
Murthy completó su residencia en medicina interna en Brigham and Women's Hospital y Harvard Medical School. Como médico asistente en el Brigham and Women's Hospital, Murthy atendió a miles de pacientes mientras ayudaba en la educación de cientos de estudiantes universitarios, estudiantes de medicina y residentes.
En el 2008, Murthy fundó y se desempeñó como presidente de Doctors for America, un grupo de más de 15,000 médicos y estudiantes de medicina que apoyan la atención asequible de alta calidad para todos.
En el 2011, Barack Obama nombró a Murthy para formar parte del Consejo Asesor Presidencial sobre Prevención, Promoción de la Salud y Salud Integrativa y Pública dentro del Departamento de Salud y Servicios Humanos.. El grupo asesora al Consejo Nacional de Prevención sobre el desarrollo de estrategias y asociaciones para promover la salud de la nación a través de la prevención. En el 2012, Murthy trabajó como copresidente del comité asesor de atención médica de Obama durante su campaña de reelección.
Murthy también es cofundador y presidente de TrialNetworks, un sistema de optimización de ensayos clínicos basado en la nube para ensayos farmaceúticos y biotecnológicos que mejora la calidad y la eficiencia de los ensayos clínicos para llevar nuevos medicamentos al mercado de forma más rápida y segura. Fundó la empresa como Epernicus en 2008, originalmente, para ser una plataforma web de redes colaborativas para científicos para impulsar la productividad de la investigación.

## Vida personal
Murthy está casado con Alice Chen, una internista que se formó en Yale, Cornell y UCLA, y fue directora ejecutiva de Doctors for America. Ellos tienen dos niños.
El 18 de febrero de 2022, Murthy reveló en Twitter que él, su esposa y su hijo de cinco años habían sido infectados por COVID-19. A principios de la misma semana, Murthy reveló que su hija de cuatro años había sido infectada. Todos tenían síntomas leves y ningún problema respiratorio.